# 1912年ストックホルムオリンピックのテニス競技
1912年ストックホルムオリンピックのテニス競技（1912ねんストックホルムオリンピックのテニスきょうぎ）の成績結果に関する記事。

## 大会の流れ
- このストックホルム五輪では、通常の屋外競技に加えて「室内競技大会」（Indoor Courts）が別途に実施された。オリンピックの公式記録には、屋外競技と室内競技の両方のメダル受賞者が掲載されている。オリンピックのテニスで屋外競技と室内競技の2つが実施されたのは、前回大会である1908年ロンドン五輪とこのストックホルム五輪のみであった。
- 屋外競技・室内競技とも、男女シングルス・男子ダブルス・混合ダブルスの4部門が実施された。

## 屋外競技のメダル受賞者

### 男子シングルス
| 順位 | 選手名                   | 国・地域   |
| ---- | ------------------------ | ---------- |
| 1    | チャールズ・ウィンスロー | 南アフリカ |
| 2    | ハロルド・キトソン       | 南アフリカ |
| 3    | オスカー・クロイツァー   | ドイツ     |
| 4    | ラディスラフ・ツェムラ   | ボヘミア   |

#### 大会経過
準決勝
- ハロルド・キトソン vs.  ラディスラフ・ツェムラ 2-6, 6-3, 6-2, 4-6, 6-3
- チャールズ・ウィンスロー vs.  オスカー・クロイツァー 9-7, 7-5, 6-2

決勝
- チャールズ・ウィンスロー vs.  ハロルド・キトソン 7-5, 4-6, 10-8, 8-6

銅メダル決定戦
- オスカー・クロイツァー vs.  ラディスラフ・ツェムラ 6-2, 3-6, 6-3, 6-1

### 男子ダブルス
| 順位 | 選手名                                               | 国・地域     |
| ---- | ---------------------------------------------------- | ------------ |
| 1    | チャールズ・ウィンスロー＆ハロルド・キトソン         | 南アフリカ   |
| 2    | フェリックス・パイプス＆アルトゥール・ツボーツィル   | オーストリア |
| 3    | アルベール・カネ＆エドゥアール・メニ・ド・マランジュ | フランス     |
| 4    | ヤロスラフ・ユスト＆ラディスラフ・ツェムラ           | ボヘミア     |

#### 大会経過
準決勝
- フェリックス・パイプス&アルトゥール・ツボーツィル vs.  アルベール・カネ&エドゥアール・メニ・ド・マランジュ 7-5, 2-6, 3-6, 10-8, 10-8
- ハロルド・キトソン&チャールズ・ウィンスロー vs.  ヤロスラフ・ユスト&ラディスラフ・ツェムラ 4-6, 6-1, 7-5, 6-4

決勝
- ハロルド・キトソン&チャールズ・ウィンスロー vs.  フェリックス・パイプス&アルトゥール・ツボーツィル 4-6, 6-1, 6-2, 6-2

銅メダル決定戦
- アルベール・カネ&エドゥアール・メニ・ド・マランジュ vs.  ヤロスラフ・ユスト&ラディスラフ・ツェムラ 13-11, 6-3, 8-6

### 女子シングルス
| 順位 | 選手名                     | 国・地域     |
| ---- | -------------------------- | ------------ |
| 1    | マルグリット・ブロクディス | フランス     |
| 2    | ドロテア・ケーリング       | ドイツ       |
| 3    | モーラ・ビュルステット     | ノルウェー   |
| 4    | エディット・アーンハイム   | スウェーデン |

#### 大会経過
準決勝
- ドロテア・ケーリング vs.  エディット・アーンハイム　6-4, 6-3
- マルグリット・ブロクディス vs.  モーラ・ビュルステット　6-3, 2-6, 6-4

決勝
- マルグリット・ブロクディス vs.  ドロテア・ケーリング　4-6, 6-3, 6-4

銅メダル決定戦
- モーラ・ビュルステット vs.  エディット・アーンハイム　6-2, 6-2

### 混合ダブルス
| 順位 | 選手名                                             | 国・地域     |
| ---- | -------------------------------------------------- | ------------ |
| 1    | ハインリヒ・ションブルク＆ドロテア・ケーリング     | ドイツ       |
| 2    | グンナー・セッターウォール＆ジークリット・フィック | スウェーデン |
| 3    | アルベール・カネ＆マルグリット・ブロクディス       | フランス     |
| 4    | オスカー・クロイツァー＆ミッケン・リーク           | ドイツ       |

#### 大会経過
準決勝
- ハインリヒ・ションブルク＆ドロテア・ケーリング vs.  アルベール・カネ＆マルグリット・ブロクディス　6-2, 6-3
- グンナー・セッターウォール＆ジークリット・フィック vs.  オスカー・クロイツァー＆ミッケン・リーク　不戦勝

決勝
- ハインリヒ・ションブルク＆ドロテア・ケーリング vs.  グンナー・セッターウォール＆ジークリット・フィック　6-4, 6-0

銅メダル決定戦
- アルベール・カネ＆マルグリット・ブロクディス vs.  オスカー・クロイツァー＆ミッケン・リーク　不戦勝

## 室内競技のメダル受賞者

### 男子シングルス
| 順位 | 選手名                     | 国・地域         |
| ---- | -------------------------- | ---------------- |
| 1    | アンドレ・ゴベール         | フランス         |
| 2    | チャールズ・ディクソン     | イギリス         |
| 3    | アンソニー・ワイルディング | オーストララシア |
| 4    | ゴードン・ロウ             | イギリス         |

#### 大会経過
準決勝
- チャールズ・ディクソン vs.  アンソニー・ワイルディング　6-0, 4-6, 6-4, 6-4
- アンドレ・ゴベール vs.  ゴードン・ロウ　6-4, 10-8, 2-6, 2-6, 6-2

決勝
- アンドレ・ゴベール vs.  チャールズ・ディクソン　8-6, 6-4, 6-4

銅メダル決定戦
- アンソニー・ワイルディング vs.  ゴードン・ロウ　4-6, 6-2, 7-5, 6-0

### 男子ダブルス
| 順位 | 選手名                                             | 国・地域     |
| ---- | -------------------------------------------------- | ------------ |
| 1    | アンドレ・ゴベール＆モーリス・ジェルモー           | フランス     |
| 2    | カール・ケンペ＆グンナー・セッターウォール         | スウェーデン |
| 3    | アルフレッド・ビーミッシュ＆チャールズ・ディクソン | イギリス     |
| 4    | ハーバート・ローパー・バレット＆アーサー・ゴア     | イギリス     |

#### 大会経過
準決勝
- モーリス・ジェルモー＆アンドレ・ゴベール vs.  アルフレッド・ビーミッシュ＆チャールズ・ディクソン　6-3, 6-1, 6-2
- カール・ケンペ＆グンナー・セッターウォール vs.  ハーバート・ローパー・バレット＆アーサー・ゴア　4-6, 3-6, 6-1, 6-4, 6-3

決勝
- モーリス・ジェルモー＆アンドレ・ゴベール vs.  カール・ケンペ＆グンナー・セッターウォール　4-6, 14-12, 6-2, 6-4

銅メダル決定戦
- アルフレッド・ビーミッシュ＆チャールズ・ディクソン vs.  ハーバート・ローパー・バレット＆アーサー・ゴア　6-2, 0-6, 6-2, 4-6, 6-3

### 女子シングルス
| 順位 | 選手名                     | 国・地域     |
| ---- | -------------------------- | ------------ |
| 1    | エディット・ハンナム       | イギリス     |
| 2    | ソフィー・カステンショルド | デンマーク   |
| 3    | マーベル・パートン         | イギリス     |
| 4    | ジークリット・フィック     | スウェーデン |

#### 大会経過
準決勝
- エディット・ハンナム vs.  マーベル・パートン　7-5, 6-2
- ソフィー・カステンショルド vs.  ジークリット・フィック　6-4, 6-4

決勝
- エディット・ハンナム vs.  ソフィー・カステンショルド　6-4, 6-3

銅メダル決定戦
- マーベル・パートン vs.  ジークリット・フィック　6-3, 6-3

### 混合ダブルス
| 順位 | 選手名                                             | 国・地域     |
| ---- | -------------------------------------------------- | ------------ |
| 1    | チャールズ・ディクソン＆エディット・ハンナム       | イギリス     |
| 2    | ハーバート・ローパー・バレット＆ヘレン・エッチソン | イギリス     |
| 3    | グンナー・セッターウォール＆ジークリット・フィック | スウェーデン |
| 4    | カール・ケンペ＆マルガレーテ・セダーショルト       | スウェーデン |

#### 大会経過
準決勝
- ハーバート・ローパー・バレット＆ヘレン・エッチソン vs.  グンナー・セッターウォール＆ジークリット・フィック　3-6, 6-1, 6-2
- チャールズ・ディクソン＆エディット・ハンナム vs.  カール・ケンペ＆マルガレーテ・セダーショルト　6-2, 6-2

決勝
- チャールズ・ディクソン＆エディット・ハンナム vs.  ハーバート・ローパー・バレット＆ヘレン・エッチソン　4-6, 6-3, 6-2

銅メダル決定戦
- グンナー・セッターウォール＆ジークリット・フィック vs.  カール・ケンペ＆マルガレーテ・セダーショルト　不戦勝

## 国別メダル受賞数
| 順   | 国・地域         | 金 | 銀 | 銅 | 計 |
| ---- | ---------------- | -- | -- | -- | -- |
| 1    | フランス         | 3  | 0  | 2  | 5  |
| 2    | イギリス         | 2  | 2  | 2  | 6  |
| 3    | 南アフリカ       | 2  | 1  | 0  | 3  |
| 4    | ドイツ           | 1  | 1  | 1  | 3  |
| 5    | スウェーデン     | 0  | 2  | 1  | 3  |
| 6    | オーストリア     | 0  | 1  | 0  | 1  |
| 6    | デンマーク       | 0  | 1  | 0  | 1  |
| 7    | ノルウェー       | 0  | 0  | 1  | 1  |
| 7    | オーストララシア | 0  | 0  | 1  | 1  |
| 総計 | 総計             | 8  | 8  | 8  | 24 |